# Pierre Justin Sabatier
Pierre Justin Sabatier (Tolosa, 12 luglio 1792 – Parigi, 17 dicembre 1869) è stato un numismatico francese.

## Biografia
Sabatier fu educato militarmente alla Scuola militare di Saint-Cyr, da dove, a soli venti anni, uscì con il grado di sotto-tenente per unirsi in Germania all'esercito napoleonico, con cui prese parte alle ultime battaglie prima della caduta di Napoleone.
La sua devozione alla causa dell'imperatore gli procurò una condanna a morte da parte del tribunale di Luigi XVIII, ma comunque riuscì a fuggire in Olanda.
Poi si trasferì in Russia dove visse per quarant'anni, amato e stimato da studiosi e numismatici. Si dedicò all'archeologia, applicandosi in modo particolare allo studio della numismatica romana e bizantina. In seguito ad un suo viaggio in Crimea scrisse "Souvenirs de Kertsch et chronologie du royaume de Bosphore", che contiene un catalogo completo delle monete del regno del Bosforo.
Al periodo russo appartengono lavori di Sabatier come "Iconographie d'une collection choisi de cinq mille médailles Romaines, Byzantines et Celtibériennes", pubblicato a San Pietroburgo nel 1847 e ripubblicato a Parigi nel 1856.
Nel 1850 scrisse, assieme al figlio, un lavoro intitolato "Production de l'Or, de l'Argent, et du Cuivre, chez les Anciens, et Hôtels Monetaires des Empires Romain et Byzantin", pubblicato anche questo a San Pietroburgo.
Subito dopo la guerra di Crimea Sabatier lasciò la Russia tornò al suo paese d'origine. Vendette la sua interessante collezione di monete greche, romane e bizantine per una piccola rendita e si stabilì a Parigi. Fu un assiduo collaboratore delle riviste numismatiche di Parigi e di Bruxelles, a partecipò alla formazione della Società numismatica di San Pietroburgo e anche a quella di Parigi, della quale fu eletto vicepresidente.
Il suo lavoro più interessante è la "Description generale des monnaies byzantines" pubblicato in due volumi a Parigi nel 1862 e ristampato nel 1930 e nel 1955.
I lavori di Sabatier gli procurarono la stima dell'Imperatore di Russia e dei re di Prussia, Portogallo, Svezia, e Grecia, che gli conferirono varie onorificenze. Sabatier fu anche membro di diverse società di numismatica tra cui la Royal Numismatic Society.
La collezione delle monete bizantine, raccolte da Sabatier, si trova ora la Museo dell'Ermitage. Il catalogo della sua collezione (Catalogue de la Collection Sabatier : medailles romaines: imperiales et imperiales grecques depuis Jules Cesar jusq'a Arcadius) fu pubblicato a San Pietroburgo nel 1852.

## Opere
- Souvenirs de Kertsch et chronologie du royaume de Bosphore , San Pietroburgo, 1849.
- Production de l'or, de l'argent et du cuivre chez les Anciens et Hôtels monétaires des empires Romain et Byzantin, San Pietroburgo, 1850.
- Description generale des monnaies byzantines frappées sous les empereurs d'Orient depuis Arcadius jusq'a la prise de Constantinople par Mahomet II, in 2 volumi; Parigi—Londra, 1862, (ripubblicato Lipsia (1930) e Graz (1955).
- Description générale des médaillons contorniates, Parigi 1860 versione digitalizzata